# Gabriel Pallez
 (octobre 2016).
Si vous disposez d'ouvrages ou d'articles de référence ou si vous connaissez des sites web de qualité traitant du thème abordé ici, merci de compléter l'article en donnant les références utiles à sa vérifiabilité et en les liant à la section « Notes et références ».
Gabriel Pallez, né le 2 mai 1925 à Metz, et mort le 29 septembre 1998 à Paris, est un haut fonctionnaire et chef d’entreprise française. Il est successivement, directeur de l’Assistance publique - Hôpitaux de Paris (AP-HP) de 1969 à1985, président-directeur général du Crédit commercial de France (CCF) de 1985 à 1987, président de la société Orlyval de 1988 à 1992 et président de la Ligue nationale contre le cancer de 1991 à 1998. Il est également un acteur majeur des programmes de décentralisation menés par l’État dans les années 1960 et joue un rôle de premier plan dans le développement des villes nouvelles.

## Biographie

### Jeunesse et études
Gabriel Pallez passe son enfance à Metz. Après une éducation primaire et secondaire au lycée de Metz (devenu lycée Fabert), où son père enseigne les mathématiques, puis au sein du lycée Janson-de-Sailly à Paris, il commence des études de droit puis rejoint l’École libre des sciences politiques. Initialement attiré par l’École coloniale, le climat politique de l’après-guerre l’incite à privilégier l’École nationale d'administration (ENA), nouvellement créée. Il en réussit le concours en 1947, en sort en 1949 (promotion Nations unies) et est nommé à l’Inspection générale des finances.
Marié deux fois, il est père de 6 enfants.

### Parcours professionnel

#### Inspecteur général des finances (1949-1960)

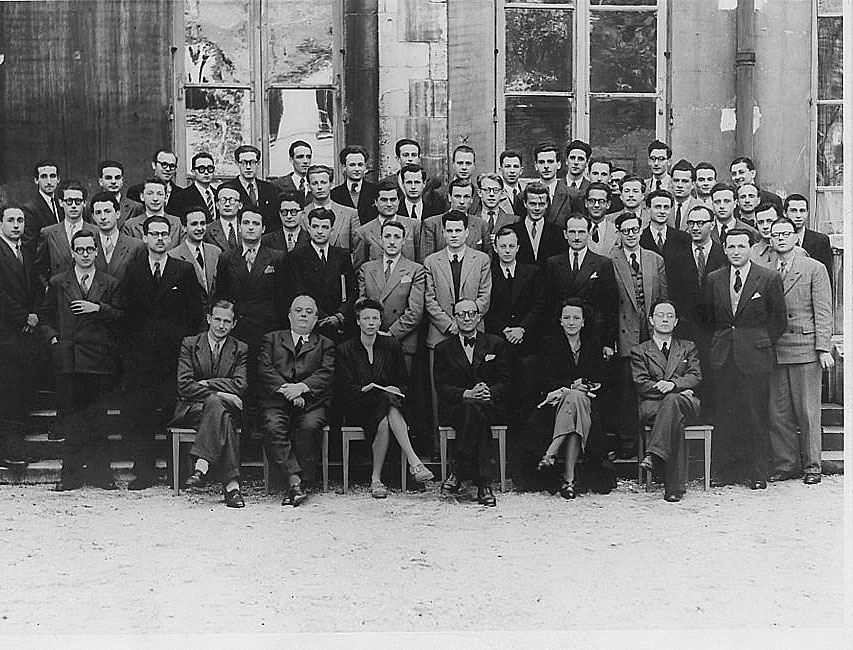
La promotion Nations unies de l’École nationale d'administration, en décembre 1949

Gabriel Pallez commence la « tournée » de l’Inspection générale des finances (visites des administrations en province pour des contrôles de gestion) à sa sortie de l’ENA, pendant 4 ans, avant d’être nommé en 1953 au Secrétariat Général du Comité Interministériel pour les questions de coopération économique, en qualité de chargé de mission. Il y reste deux ans avant de rejoindre le cabinet du ministre de l’Économie et des Finances Pierre Pflimlin en 1955, où il devient conseiller technique.[réf. nécessaire]
Entre 1956 et 1958, toujours au ministère des Affaires économiques et financières, il rejoint la Direction du budget, alors dirigée par l’innovant Roger Goetze, et participe aux côtés d’autres jeunes inspecteurs des finances (« les budgétaires ») à la refonte et la structuration de méthodes modernes de gestion des finances publiques (dite « organisation scientifique des méthodes de travail dans l’administration »).
Gabriel Pallez est nommé Directeur-adjoint de l’Office des changes en 1958, au ministère de l’Intérieur. Directeur du service dès 1959 et jusqu’en 1960 sous Pierre Chatenet, il accompagne le retour à la convertibilité du franc pour les transactions courantes, puis le démantèlement progressif de la réglementation des changes dans les pays de l’OCDE. L’Office des changes est supprimé en 1960, le contrôle des changes repassant alors sous la férule conjointe de la Banque de France et du ministère des Finances.

#### Direction des collectivités locales (1960-1969)
Gabriel Pallez choisit de poursuivre sa carrière au sein du ministère de l’Intérieur et de la nouvellement créée Direction des Collectivités Locales (anciennement Direction des octrois et de l’administration des communes) dont il devient Directeur-adjoint en 1960 puis Directeur dès 1964. Il est directement impliqué dans la décentralisation progressive que connaît l’Etat français à partir de la fin des années 1950 et la création par décret des 21 premières circonscriptions d'action régionale en juin 1960, afin de contrebalancer la domination économique et administrative de Paris, tout en limitant les déplacements de population vers la capitale.
Il est un des grands artisans de la loi du 31 décembre 1966 définissant les premières communautés urbaines de Bordeaux, Lille, Lyon et Strasbourg, afin, justifie-t-il, de résoudre les problèmes « d’organisation administrative et de solidarité financière que pose l’accélération spectaculaire de la croissance des grandes villes ». Cette réforme et refonte du cadre juridique communal est cruciale en ce qu’elle doit permettre le développement des accords intercommunaux nécessaires à l’émergence de nouvelles zones d’habitations, c’est-à-dire les premières « villes nouvelles ». Gabriel Pallez participe également, en qualité d’administrateur, à la réalisation du marché d'intérêt national de Rungis, entre 1960 et son inauguration en 1969.
Peu avant le référendum sur la réforme du Sénat et la régionalisation d’avril, Gabriel Pallez est nommé par décret directeur de l’Assistance publique - Hôpitaux de Paris le 21 février 1969, en remplacement de Pierre Damelon.

#### Directeur de l'Assistance publique - Hôpitaux de Paris (1969-1985)

La nouvelle identité visuelle de l'AP-HP, créée pendant le mandat de Gabriel Pallez

Après près de 10 ans passés au ministère de l’Intérieur, il présente sa candidature pour la direction générale de l’AP-HP en remplacement de Pierre Damelon, afin d’exercer « un métier de gestionnaire, plus proche des réalités de terrain que ces précédentes expériences ministérielles », tout en continuant à servir l’intérêt général.
Durant son mandat de 16 ans, l’accent est mis, dans la continuité de l’après-guerre, sur l’aménagement et la rénovation des structures d’accueil existantes et la disparition progressive des salles communes, afin d’améliorer l’accueil des malades et l’environnement de travail du personnel hospitalier. De nombreux hôpitaux sont ainsi créés ou reconstruits sous sa direction, faisant de son mandat l’un des plus prolifiques en la matière: l’hôpital Broca (Paris, 1972), l’hôpital Ambroise-Paré (Boulogne-Billancourt, 1969), l’hôpital Antoine-Béclère (Clamart, 1971), l’hôpital Louis-Mourier (Colombes, 1971), l’hôpital Jean-Verdier (Bondy, 1975), et le centre hospitalier universitaire Henri-Mondor (Créteil, 1969).
Tout au long de sa direction, Gabriel Pallez s’efforce de rénover l’image de la « Vieille Dame », encore traumatique dans l’imaginaire collectif (les orphelins furent recueillis par l’Assistance publique jusqu’au début des années 1960), notamment via des spots publicitaires dans les années 1970. L’objectif est double: présenter l’AP-HP comme une institution moderne auprès du grand public, et promouvoir les nombreux services spécialisés se développant et visant à attirer une patientèle plus variée et aisée, notamment à des fins d’équilibre budgétaire.

#### Privatisations et secteur financier (1985-1992)
Après 16 ans passés à la tête de l’AP-HP, Gabriel Pallez passe la main à Jean Choussat en 1985 et est nommé président-directeur général du Crédit commercial de France (CCF) et de la Compagnie financière du Crédit commercial de France, nationalisés en 1982. Les lois de juillet et août 1986 sous le gouvernement de cohabitation mené par Jacques Chirac, consacrent une vague de privatisations, qui concerne le CCF. Gabriel Pallez va donc accompagner la transition de l’institution bancaire jusqu’au 7 mai 1987, lorsque 100 % de ses parts sont introduites en bourse pour 2,2 milliards de Francs. Il quitte alors la présidence du CCF au profit du directeur général, Michel Pébereau. Sa carrière au sein du secteur financier se poursuit à la présidence du Conseil d’administration du Consortium français de participations bancaires (1987-1991), et celle du Conseil européen des systèmes de paiement (1989-1992).
Au cours de ces années, Gabriel Pallez est également un membre du Conseil national du crédit, une assemblée consultative adressant chaque année au président de la République et au Parlement un rapport relatif au fonctionnement du système bancaire et financier, publié au Journal Officiel.

#### Fin de carrière: président d'Orlyval et de la  Ligue Nationale contre le Cancer (1988-1998)

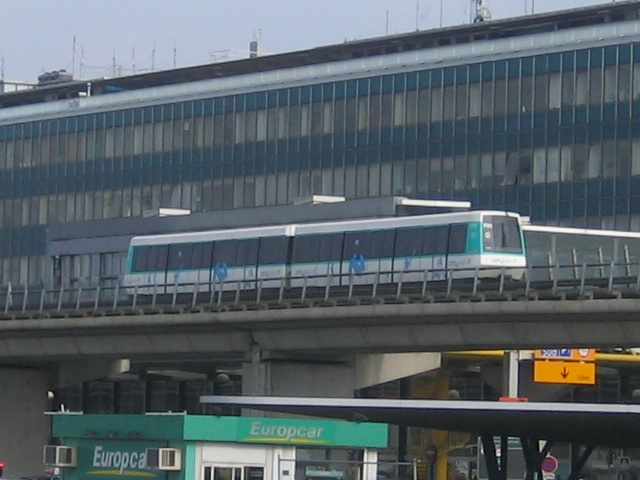
Une rame d'Orlyval reliant la gare d'Antony à l'aéroport Paris-Orly

Il convient de noter que le départ de Gabriel Pallez vers le secteur financier ne l’a pas détourné de ses précédentes expériences, en premier lieu l’aménagement du territoire. Il est ainsi membre de plusieurs commissions en 1969 pour préparer le 6e plan: membre de la Commission de l’économie générale et du financement, et surtout président de la Commission des villes. Ce travail continu de commission, et son expérience au sein de la Direction des collectivités locales, notamment, justifient ses nominations en 1988 en tant que président de la société Orlyval, chargée de réaliser une nouvelle ligne de métro reliant Paris (via le RER B) à l’aéroport d’Orly, et en tant que président du Groupe central des villes nouvelles (GCVN), en remplacement de son ancien mentor Roger Goetze. C’est dans ce cadre qu’il favorise l’implantation du parc d’attraction Disneyland Paris à Chessy, en 1992.
De même, Gabriel Pallez continue d’avoir un lien fort avec le domaine de la santé, comme en témoignent ses mandats à la tête du Conseil scientifique du Centre de recherche, d'études et de documentation en économie de la santé (CREDES), entre 1986 et 1991, ou encore son poste d’administrateur et trésorier de la Fondation pour la recherche médicale, de 1988 à 1991. Il est enfin président de la Ligue nationale contre le cancer, de 1991 à 1998, et préside l’Institut d'études des politiques de santé entre 1994 et 1996.

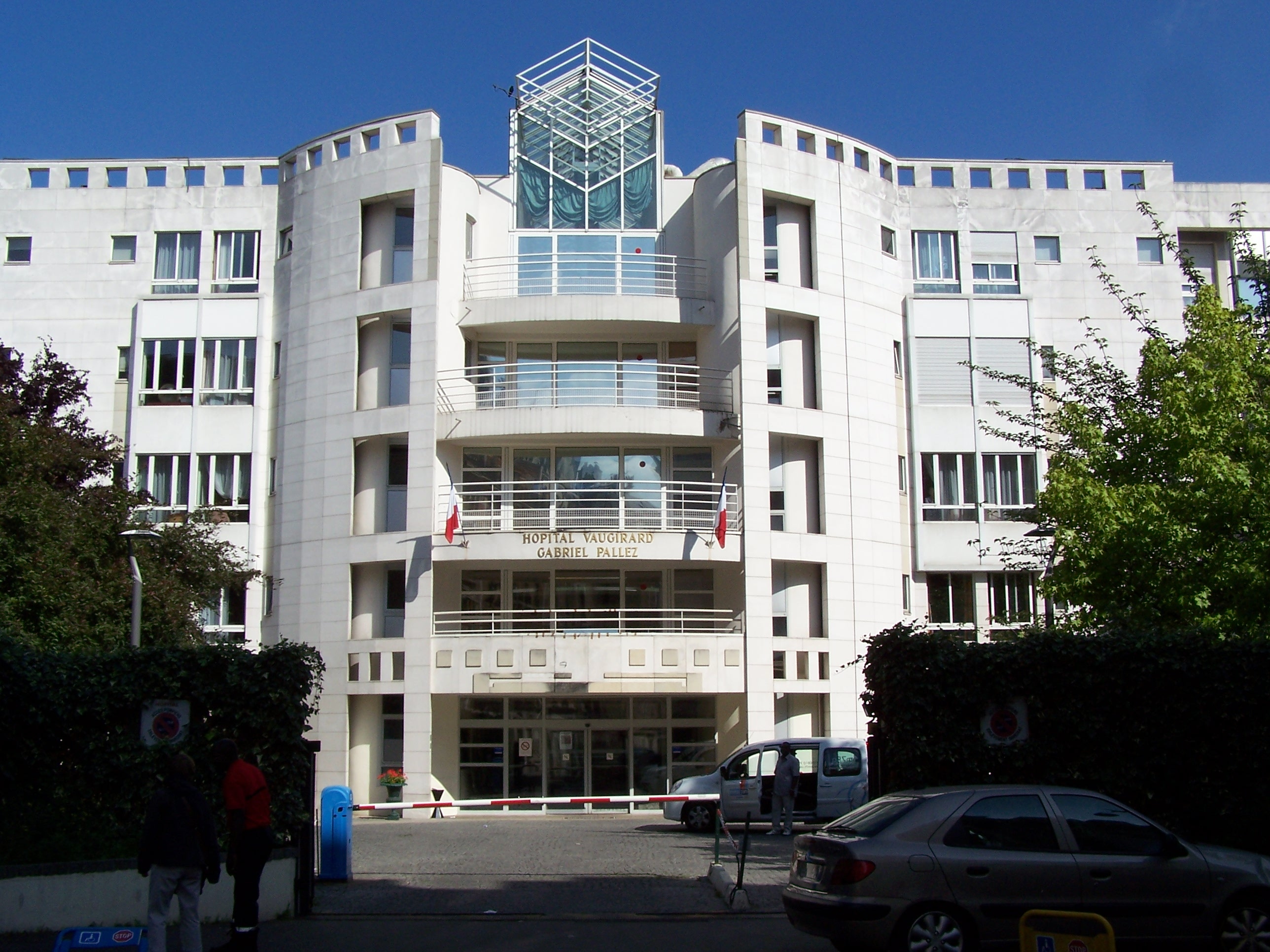
L'hôpital Vaugirard - Gabriel Pallez, dans le de Paris

Gabriel Pallez s’éteint des suites d’un cancer le 29 septembre 1998 à l’hôpital Tenon située dans le 20e arrondissement de Paris. Le 26 mars 1999, l’AP-HP renomme l’hôpital Vaugirard en « hôpital Vaugirard - Gabriel-Pallez », en hommage à son ancien directeur général.

### Parcours professoral
Gabriel Pallez fait partie de la vague des nouveaux enseignants d'économie à l'Institut d'études politiques de Paris au début des années 1960, avec Raymond Barre ou encore Jean Saint-Geours. 